# Taça dos Clubes Campeões Europeus de 1961–62
A Taça dos Campeões Europeus 1961–62 foi a sétima edição do principal torneio de clubes Europeus. A competição foi ganha pela segunda vez consecutiva pelo Benfica que venceu o pentacampeão Real Madrid da competição pelo placar de 5 a 3 no Estádio Olímpico de Amsterdã. Com a conquista a equipe portuguesa se qualificou para a disputa da Copa Intercontinental contra o Santos do Brasil que venceram a Taça Libertadores da América.
Pela primeira vez o Campeão Nacional de Malta disputou a competição.

## Fase preliminar
O sorteio para a rodada preliminar ocorreu em Copenhague, na Dinamarca em 4 de julho de 1961. Como defensores do títulos, o Benfica só entrou na competição na próxima fase e as restantes 28 equipes foram agrupadas geograficamente em dois potes. A primeira equipe sorteada em cada pote também recebeu o direto de só jogar na próxima fase, enquanto os restantes clubes jogaram a primeira rodada em setembro.
|           | Pote 1 Norte da Europa | Pote 2 Sul da Europa                                                                                  |
| --------- | --- | --- |
| Sorteados | Irlanda do Norte Inglaterra Alemanha Ocidental Alemanha Oriental Polônia Noruega Suécia Dinamarca Países Baixos França República da Irlanda Bélgica Luxemburgo Escócia | Espanha Portugal Suíça Áustria Romênia Bulgária Grécia Checoslováquia Hungria Jugoslávia Itália Malta |
| Byes      | FC Haka (Finlândia) | Fenerbahçe (Turquia)                                                                                  |

### Esquema
| Fase Preliminar   | Fase Preliminar | Fase Preliminar | Fase Preliminar |  |                 | Primeira Fase     | Primeira Fase | Primeira Fase | Primeira Fase |  |  | Quartos-de-final   | Quartos-de-final | Quartos-de-final | Quartos-de-final |  |  | Meias-finais      | Meias-finais | Meias-finais | Meias-finais |  |  | Final       | Final |
|                   |                 |                 |                 |  |                 |                   |               |               |               |  |  |                    |                  |                  |                  |  |  |                   |              |              |              |  |  |             |       |
| Fenerbahçe SK     | -               | -               | -               |  |                 |                   |               |               |               |  |  |                    |                  |                  |                  |  |  |                   |              |              |              |  |  |             |       |
| Isento            | -               | -               | -               |  |                 | Fenerbahçe        | 1             | 0             | 1             |  |  |                    |                  |                  |                  |  |  |                   |              |              |              |  |  |             |       |
| Nuremberga        | 5               | 4               | 9               |  | Nuremberga      | 2                 | 1             | 3             |               |  |  |                    |                  |                  |                  |  |  |                   |              |              |              |  |  |             |       |
| Drumcondra        | 0               | 1               | 1               |  |                 |                   |               |               |               |  |  | Nuremberga         | 3                | 0                | 3                |  |  |                   |              |              |              |  |  |             |       |
| Steaua Bucareste  | 0               | 0               | 0               |  |                 |                   |               |               |               |  |  | Benfica            | 1                | 5                | 6                |  |  |                   |              |              |              |  |  |             |       |
| Áustria Viena     | 0               | 2               | 2               |  |                 | Áustria Viena     | 1             | 1             | 2             |  |  |                    |                  |                  |                  |  |  |                   |              |              |              |  |  |             |       |
| Benfica           | -               | -               | -               |  | Benfica         | 1                 | 5             | 6             |               |  |  |                    |                  |                  |                  |  |  |                   |              |              |              |  |  |             |       |
| Isento            | -               | -               | -               |  |                 |                   |               |               |               |  |  |                    |                  |                  |                  |  |  | Benfica           | 3            | 1            | 4            |  |  |             |       |
| Servette          | 5               | 2               | 7               |  |                 |                   |               |               |               |  |  |                    |                  |                  |                  |  |  | Tottenham         | 1            | 2            | 3            |  |  |             |       |
| Hibernians        | 0               | 1               | 1               |  |                 | Servette          | 4             | 0             | 4             |  |  |                    |                  |                  |                  |  |  |                   |              |              |              |  |  |             |       |
| CDNA Sofia        | 4               | 1               | 5               |  | Dukla Praga     | 3                 | 2             | 5             |               |  |  |                    |                  |                  |                  |  |  |                   |              |              |              |  |  |             |       |
| Dukla Praga       | 4               | 2               | 6               |  |                 |                   |               |               |               |  |  | Dukla Praga        | 1                | 1                | 2                |  |  |                   |              |              |              |  |  |             |       |
| IFK Göteborg      | 0               | 2               | 2               |  |                 |                   |               |               |               |  |  | Tottenham          | 0                | 4                | 4                |  |  |                   |              |              |              |  |  |             |       |
| Feyenoord         | 3               | 8               | 11              |  |                 | Feyenoord         | 1             | 1             | 2             |  |  |                    |                  |                  |                  |  |  |                   |              |              |              |  |  |             |       |
| Górnik Zabrze     | 4               | 1               | 5               |  | Tottenham       | 3                 | 1             | 4             |               |  |  |                    |                  |                  |                  |  |  |                   |              |              |              |  |  |             |       |
| Tottenham         | 2               | 8               | 10              |  |                 |                   |               |               |               |  |  |                    |                  |                  |                  |  |  |                   |              |              |              |  |  | Benfica     | 5     |
| Spora Luxembourg  | 0               | 2               | 2               |  |                 |                   |               |               |               |  |  |                    |                  |                  |                  |  |  |                   |              |              |              |  |  | Real Madrid | 3     |
| Boldklubben 1913  | 6               | 9               | 15              |  |                 | Boldklubben 1913  | 0             | 0             | 0             |  |  |                    |                  |                  |                  |  |  |                   |              |              |              |  |  |             |       |
| Vasas Budapest    | 0               | 1               | 1               |  | Real Madrid     | 3                 | 9             | 12            |               |  |  |                    |                  |                  |                  |  |  |                   |              |              |              |  |  |             |       |
| Real Madrid       | 2               | 3               | 5               |  |                 |                   |               |               |               |  |  | Juventus           | 0                | 1                | 1 1              |  |  |                   |              |              |              |  |  |             |       |
| Sporting          | 1               | 0               | 1               |  |                 |                   |               |               |               |  |  | Real Madrid (Des.) | 1                | 0                | 1 3              |  |  |                   |              |              |              |  |  |             |       |
| Partizan          | 1               | 2               | 3               |  |                 | Partizan          | 1             | 0             | 1             |  |  |                    |                  |                  |                  |  |  |                   |              |              |              |  |  |             |       |
| Panathinaikos     | 1               | 1               | 2               |  | Juventus        | 2                 | 5             | 7             |               |  |  |                    |                  |                  |                  |  |  |                   |              |              |              |  |  |             |       |
| Juventus          | 1               | 2               | 3               |  |                 |                   |               |               |               |  |  |                    |                  |                  |                  |  |  | Real Madrid       | 4            | 2            | 6            |  |  |             |       |
| Standard de Liège | 2               | 2               | 4               |  |                 |                   |               |               |               |  |  |                    |                  |                  |                  |  |  | Standard de Liège | 0            | 0            | 0            |  |  |             |       |
| Fredrikstad FK    | 0               | 1               | 1               |  |                 | Standard de Liège | 5             | 2             | 7             |  |  |                    |                  |                  |                  |  |  |                   |              |              |              |  |  |             |       |
| FC Haka           | -               | -               | -               |  | FC Haka         | 1                 | 0             | 1             |               |  |  |                    |                  |                  |                  |  |  |                   |              |              |              |  |  |             |       |
| Isento            | -               | -               | -               |  |                 |                   |               |               |               |  |  | Standard de Liège  | 4                | 0                | 4                |  |  |                   |              |              |              |  |  |             |       |
| Vörwarts Berlin   | 3               | (w)             | 3               |  |                 |                   |               |               |               |  |  | Glasgow Rangers    | 1                | 2                | 3                |  |  |                   |              |              |              |  |  |             |       |
| Linfield          | 0               | (o)             | 0               |  |                 | Vörwarts Berlin   | 1             | 1             | 2             |  |  |                    |                  |                  |                  |  |  |                   |              |              |              |  |  |             |       |
| AS Monaco         | 2               | 2               | 4               |  | Glasgow Rangers | 2                 | 4             | 6             |               |  |  |                    |                  |                  |                  |  |  |                   |              |              |              |  |  |             |       |
| Glasgow Rangers   | 3               | 3               | 6               |  |                 |                   |               |               |               |  |  |                    |                  |                  |                  |  |  |                   |              |              |              |  |  |             |       |

O calendário foi decidido pelas equipes envolvidas, com todos os jogos a serem jogados até 30 de setembro.
| Equipe 1             | Total | Equipe 2          | 1.º jogo | 2.º jogo |
| -------------------- | ----- | ----------------- | -------- | -------- |
| Estrela de Bucareste | 0–2   | Austria Vienna    | 0–0      | 0–2      |
| Nuremberg            | 9–1   | Drumcondra        | 5–0      | 4–1      |
| Servette             | 7–1   | Hibernians        | 5–0      | 2–1      |
| CDNA Sofia           | 5–6   | Dukla Praga       | 4–4      | 1–2      |
| Gothenburg           | 2–11  | Feyenoord         | 0–3      | 2–8      |
| Górnik Zabrze        | 5–10  | Tottenham Hotspur | 4–2      | 1–8      |
| Standard de Liège    | 4–1   | Fredrikstad       | 2–1      | 2–0      |
| Vorwärts Berlin      | 3–0   | Linfield          | 3–0      | (w/o)¹   |
| Monaco               | 4–6   | Rangers           | 2–3      | 2–3      |
| Sporting             | 1–3   | FK Partizan       | 1–1      | 0–2      |
| Panathinaikos        | 2–3   | Juventus          | 1–1      | 1–2      |
| Spora Luxembourg     | 2–15  | Boldklubben 1913  | 0–6      | 2–9      |
| Vasas                | 1–5   | Real Madrid       | 0–2      | 1–3      |

¹ A Segunda partida foi cancelada, pois os funcionários da imigração do Reino Unido se recusaram a emitir os vistos da equipe do Vorwärts Berlin. Os dirigentes do Linfield não definiram um local alternativo para a disputa, então a equipe da Alemanha Oriental avançou para a primeira fase.

## Primeira fase
| Equipe 1         | Total | Equipe 2          | 1.º jogo | 2.º jogo |
| ---------------- | ----- | ----------------- | -------- | -------- |
| Fenerbahçe       | 1–3   | Nürnberg          | 1–2      | 0–1      |
| Austria Vienna   | 2–6   | Benfica           | 1–1      | 1–5      |
| Servette         | 4–5   | Dukla Praga       | 4–3      | 0–2      |
| Feyenoord        | 2–4   | Tottenham Hotspur | 1–3      | 1–1      |
| Boldklubben 1913 | 0–12  | Real Madrid       | 0–3      | 0–9      |
| FK Partizan      | 1–7   | Juventus          | 1–2      | 0–5      |
| Standard Liège   | 7–1   | Haka              | 5–1      | 2–0      |
| Vorwärts Berlin  | 2–6   | Rangers           | 1–2      | 1–4      |

## Quartas-de-final
| Equipe 1       | Total | Equipe 2          | 1.º jogo | 2.º jogo |
| -------------- | ----- | ----------------- | -------- | -------- |
| Nuremberg      | 3–7   | Benfica           | 3–1      | 0–6      |
| Dukla Praga    | 2–4   | Tottenham Hotspur | 1–0      | 1–4      |
| Juventus       | 1–1¹  | Real Madrid       | 0–1      | 1–0      |
| Standard Liège | 4–3   | Rangers           | 4–1      | 0–2      |

¹ Real Madrid venceu o Juventus por 3–1 na partida decisiva.

### Jogos de ida
| 1 de Fevereiro de 1962 | Nürnberg                           | 3 – 1  | Benfica   | Städtisches Stadium, Nuremberg        |
|                        | Flachenecker 31', 85' · Strehl 40' | Report | Cavém 10' | Público: 41,010 Árbitro: Tiny Wharton |

| 7 de Fevereiro de 1962 | Standard Liège                              | 4 – 1  | Rangers    | Stade Maurice Dufrasne, Liège              |
|                        | Claessen 7' · Crossan 40', 51' · Vliers 56' | Report | Wilson 18' | Público: 35,891 Árbitro: Vicente Caballero |

| 14 de Fevereiro de 1962 | Dukla Praga | 1 – 0  | Tottenham Hotspur | Stadion Dr.Václava Vacka, Praga      |
|                         | Kučera 59'  | Report |                   | Público: 32,475 Árbitro: Josef Stoll |

| 14 de Fevereiro de 1962 | Juventus | 0 – 1  | Real Madrid    | Stadio Comunale, Turin                |
|                         |          | Report | Di Stéfano 69' | Público: 66,403 Árbitro: Albert Dusch |

### Jogo de volta
| 14 de Fevereiro de 1962 | Rangers                       | 2 – 0  | Standard Liège | Ibrox Stadium, Glasgow            |
|                         | Brand 28' · Caldow 88' (pen.) | Report |                | Público: 76,730 Árbitro: Leo Horn |

Standard Liège ganhou 4-3 no agregado.
| 26 de Fevereiro de 1962 | Tottenham Hotspur                | 4 – 1  | Dukla Praga | White Hart Lane, Londres                |
|                         | Smith 11', 53' · Mackay 15', 54' | Report | Jelínek 44' | Público: 55,389 Árbitro: Carl Jørgensen |

Tottenham Hotspur ganhou 4-2 no total.
| 22 de Fevereiro de 1962 | Benfica                                                    | 6 – 0  | Nürnberg | Estádio da Luz, Lisboa               |
|                         | Águas 1' · Eusébio 4', 55' · Coluna 20' · Augusto 63', 78' | Report |          | Público: 55,000 Árbitro: Gino Rigato |

Benfica ganhou 7-3 no agregado.
| 21 de Fevereiro de 1962 | Real Madrid | 0 – 1  | Juventus   | Santiago Bernabéu Stadium, Madrid        |
|                         |             | Report | Sívori 39' | Público: 130,000 Árbitro: Maurice Guigue |

Real Madrid 1-1 Juventus no agregado.

### Playoffs
| 28 de Fevereiro de 1962 | Real Madrid                        | 3 – 1  | Juventus   | Parc des Princes, Paris                  |
|                         | Felo 1' · Del Sol 65' · Tejada 83' | Report | Sívori 35' | Público: 36,750 Árbitro: Pierre Schwinte |

## Semifinais
| Equipe 1    | Total | Equipe 2          | 1.º jogo | 2.º jogo |
| ----------- | ----- | ----------------- | -------- | -------- |
| Benfica     | 4–3   | Tottenham Hotspur | 3–1      | 1–2      |
| Real Madrid | 6–0   | Standard Liège    | 4–0      | 2–0      |

### Jogos de ida
| 21 de Março de 1962 | Benfica                        | 3– 1   | Tottenham Hotspur | Estádio da Luz, Lisboa                 |
|                     | Simões 5' José Augusto 19' 64' | Report | Smith 54'         | Público: 60,000 Árbitro: Daniel Mellet |

| 22 de Março de 1962 | Real Madrid                                   | 4 – 0  | Standard Liège | Santiago Bernabéu Stadium, Madrid         |
|                     | Di Stéfano 23' · Tejada 38', 78' · Casado 48' | Report |                | Público: 110,000 Árbitro: Joseph Barbéran |

### Jogos de volta
| 5 de Abril de 1962 | Tottenham Hotspur                   | 2 – 1  | Benfica   | White Hart Lane, Londres              |
|                    | Smith 35' · Blanchflower 48' (pen.) | Report | Águas 15' | Público: 64,448 Árbitro: Aage Poulsen |

Benfica ganhou 4-3 no agregado.
| 12 de Abril de 1962 | Standard Liège | 0 – 2  | Real Madrid              | Stade Maurice Dufrasne, Liège                |
|                     |                | Report | Puskás 50' · Del Sol 60' | Público: 35,000 Árbitro: Gerhard Schulenburg |

O Real Madrid ganhou 6-0 no total.

## Final
A final foi disputada em 2 de maio de 1962 no Estádio Olímpico de Amsterdã em Amsterdã na Holanda.
| 2 de maio de 1962 | Benfica                                                      | 5 – 3 | Real Madrid          | Estádio Olímpico de Amsterdã, Amsterdã    |
|                   | Águas 25' · Cavém 34' · Coluna 51' · Eusébio 65' (pen.), 68' |       | Puskás 17', 23', 38' | Público: 65 000 Árbitro: NED Leonard Horn |

## Premiação
| Taça dos Campeões Europeus 1961-62 |
| Portugal                           |
| ---------------------------------- |
| Benfica Campeão (2º título)        |

## Artilheiros
| Ranking | Nome               | Time              | Gols |
| ------- | ------------------ | ----------------- | ---- |
| 1       | Heinz Strehl       | Nürnberg          | 8    |
| 2       | Bent Løfqvist      | Boldklubben 1913  | 7    |
| 2       | Ferenc Puskás      | Real Madrid       | 7    |
| 2       | Alfredo Di Stéfano | Real Madrid       | 7    |
| 2       | Justo Tejada       | Real Madrid       | 7    |
| 6       | José Águas         | Benfica           | 6    |
| 6       | Roger Claessen     | Standard Liège    | 6    |
| 6       | Bobby Smith        | Tottenham Hotspur | 6    |
| 9       | Eusébio            | Benfica           | 5    |
| 9       | Rudolf Kučera      | Dukla Praga       | 5    |